# 1,2,3,6-四氢苯甲醛
1,2,3,6-四氢苯甲醛（英語：1,2,3,6-Tetrahydrobenzaldehyde，简称四氢苯甲醛）是一种有机化合物，分子式C7H10O，常温常压下为无色液体，可看作是苯甲醛的氢化衍生物，可由1,3-丁二烯和丙烯醛通过狄尔斯–阿尔德反应生成，可发生季先科反应形成二聚体。

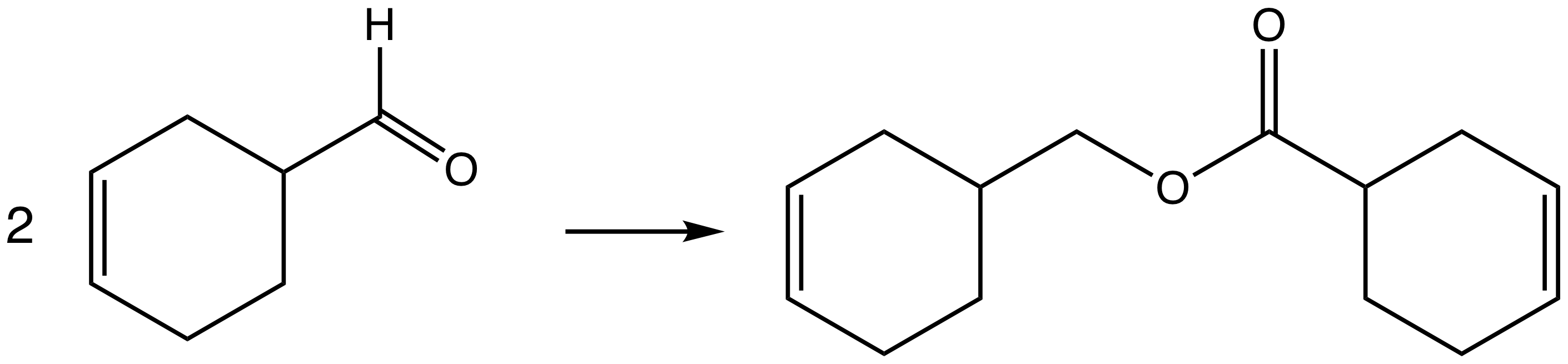
四氢苯甲醛可发生季先科反应